# Viaggi di nozze
Viaggi di nozze es una película italiana de 1995 dirigida por Carlo Verdone. 

## Historia
La película está dividida en tres historias que se mezclan durante la actuación. En la primera historia, el tímido Giovannino está casado con Valeria y está a punto de partir en un barco de crucero; pero en el último momento Giovannino ni siquiera puede irse, porque debe cuidar al padre anciano, abandonado por el custodio, mientras que Valeria debe pensar en su hermana, que finge su suicidio porque quiere dinero de su exnovio. Su luna de miel se convierte en una pesadilla. En la segunda historia, Raniero se casa con Fosca, su segunda esposa. Inmediatamente la luna de miel en Venecia se vuelve trágica, porque el peso de Raniero es demasiado para Fosca, aunque no lo quiera, el hecho de tener que afrontar la "perfección" de su primera esposa, alabada por Raniero. Al final, Fosca se suicida desesperado, igual que su primera mujer.

## Reparto
- Carlo Verdone
- Claudia Gerini
- Veronica Pivetti
- Cinzia Mascoli